# Rathaus Le Pin (Seine-et-Marne)

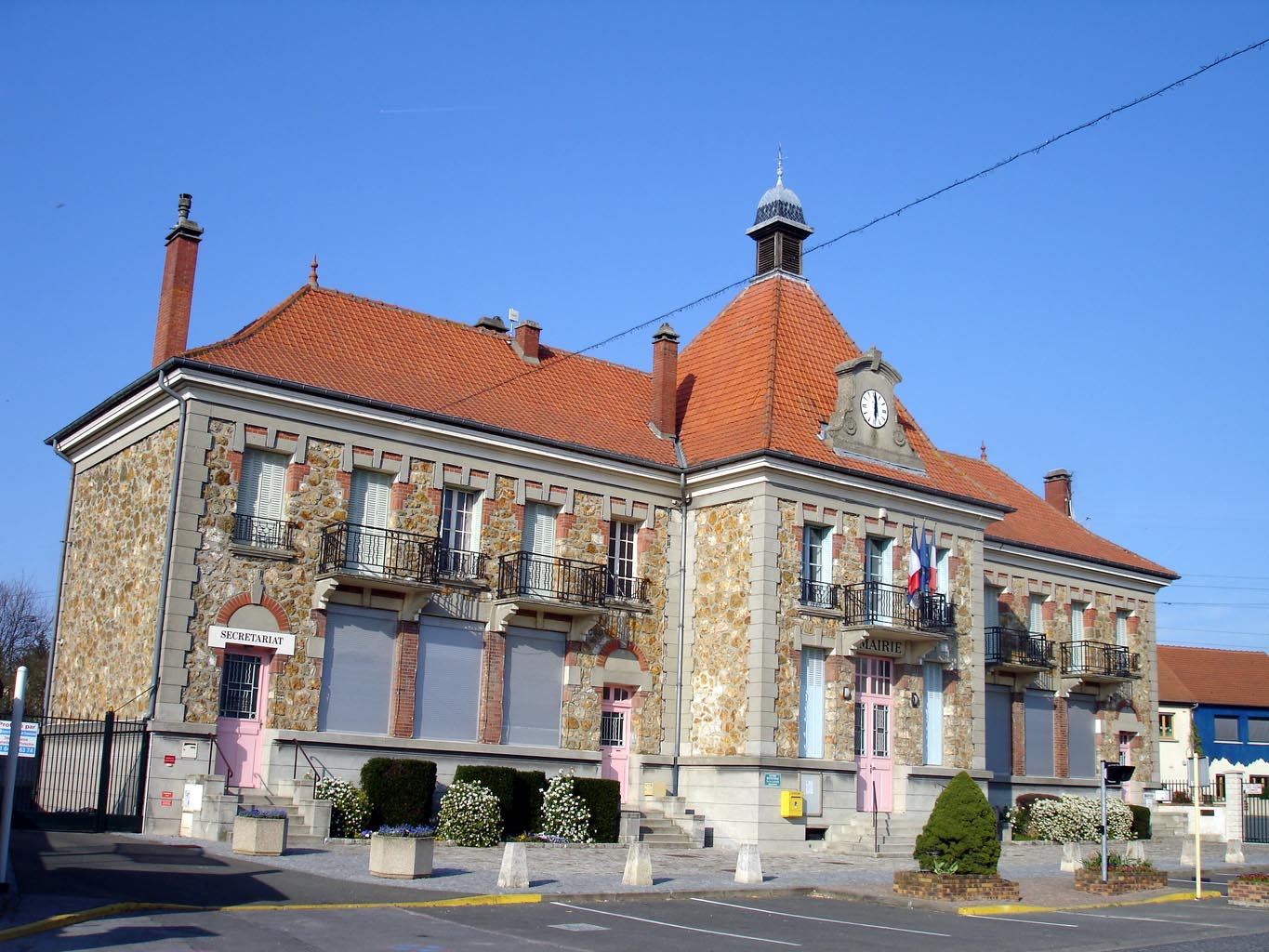
Rathaus in Le Pin

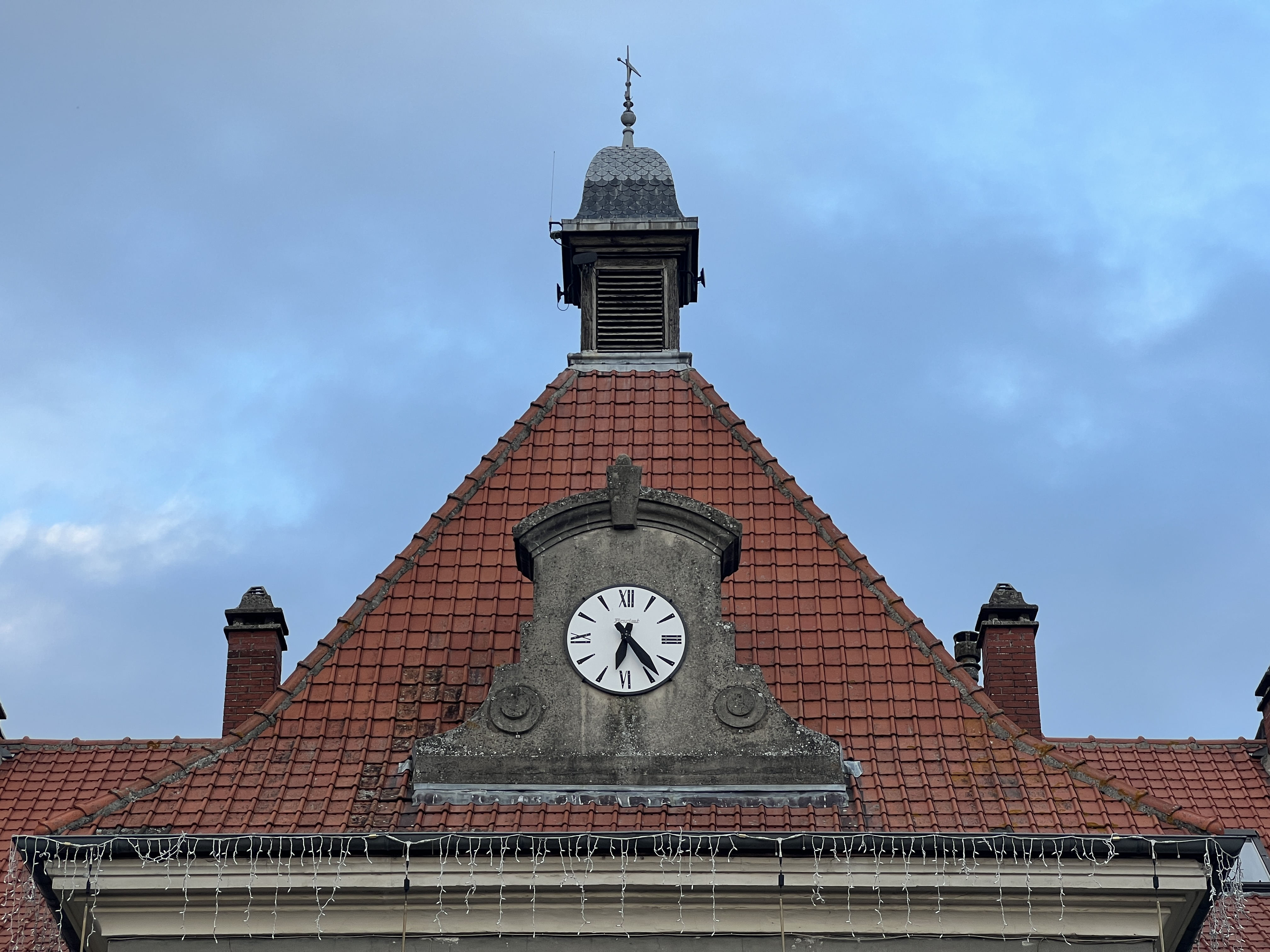
Dachreiter und Uhr

Das Rathaus (frz. Mairie) in Le Pin, einer französischen Gemeinde im Département Seine-et-Marne in der Region Île-de-France, wurde 1935 errichtet. Im Rathaus an der Rue de Courtry Nr. 4 war ursprünglich auch die Schule untergebracht.
Der zweigeschossige Bau aus Bruchsteinmauerwerk besitzt einen Mittelrisalit, der von einem Giebel mit Uhr abgeschlossen wird. 